# Гилберт Крик (Западна Вирџинија)
Гилберт Крик (енгл. Gilbert Creek) насељено је место без административног статуса у америчкој савезној држави Западна Вирџинија.

## Демографија
По попису из 2010. године број становника је 1.090, што је 492 (-31,1%) становника мање него 2000. године.
| Група             | 2000.         | 2010.         |
| Белци             | 1.564 (98,9%) | 1.080 (99,1%) |
| Афроамериканци    | 6 (0,4%)      | 1 (0,1%)      |
| Азијати           | 0 (0,0%)      | 0 (0,0%)      |
| Хиспаноамериканци | 2 (0,1%)      | 4 (0,4%)      |
| Укупно            | 1.582         | 1.090         |